# Isidore Weemaes
Isidore Weemaes (Temse, 27 juli 1950 - Wilrijk, 24 januari 1975) was een Belgisch wielrenner.

## Levensloop
Weemaes was professioneel actief van 1972 tot 1973 en was de enige Belg die in 1972 de Vredeskoers uitreed. Hij reed voor de wielerploeg Hertekamp. Hij was de schoonbroer van wielrenner Isidoor De Ryck. Hij overleed na een heelkundige ingreep.

## Resultaten in voornaamste wedstrijden
| Jaar | Luik-Bast.‑Luik |
| ---- | --------------- |
| 1973 | 64e             |